# Grand Prix automobile d'Allemagne 2006
GP précédent GP suivant
Le Grand Prix automobile d'Allemagne 2006 (Formula 1 Grosser Mobil 1 Preis von Deutschland 2006), disputé sur le circuit d'Hockenheim  le 30 juillet 2006, est la 762e épreuve du championnat du monde de Formule 1 courue depuis 1950 et la douzième manche du championnat 2006.
La course a été remportée par Michael Schumacher, dont c'était le troisième succès consécutif.

## Grille de départ
| Pos | Pilote               | Equipe/Moteur       | Chrono 3       | Chrono 2       | Chrono 1       |
| --- | -------------------- | ------------------- | -------------- | -------------- | -------------- |
| 1   | Kimi Räikkönen       | McLaren-Mercedes    | 1 min 14 s 070 | 1 min 14 s 410 | 1 min 15 s 214 |
| 2   | Michael Schumacher   | Ferrari             | 1 min 14 s 205 | 1 min 13 s 778 | 1 min 14 s 904 |
| 3   | Felipe Massa         | Ferrari             | 1 min 14 s 569 | 1 min 14 s 094 | 1 min 14 s 412 |
| 4   | Jenson Button        | Honda               | 1 min 14 s 862 | 1 min 14 s 378 | 1 min 15 s 869 |
| 5   | Giancarlo Fisichella | Renault             | 1 min 14 s 894 | 1 min 14 s 540 | 1 min 15 s 916 |
| 6   | Rubens Barrichello   | Honda               | 1 min 14 s 934 | 1 min 14 s 652 | 1 min 15 s 757 |
| 7   | Fernando Alonso      | Renault             | 1 min 15 s 282 | 1 min 14 s 746 | 1 min 15 s 518 |
| 8   | Ralf Schumacher      | Toyota              | 1 min 15 s 923 | 1 min 14 s 743 | 1 min 15 s 789 |
| 9   | Pedro de la Rosa     | McLaren-Mercedes    | 1 min 15 s 936 | 1 min 15 s 021 | 1 min 15 s 655 |
| 10  | David Coulthard      | Red Bull-Ferrari    | 1 min 16 s 326 | 1 min 14 s 826 | 1 min 15 s 836 |
| 11  | Mark Webber          | Williams-Cosworth   |                | 1 min 15 s 094 | 1 min 15 s 719 |
| 12  | Christian Klien      | Red Bull-Ferrari    |                | 1 min 15 s 141 | 1 min 15 s 816 |
| 13  | Jarno Trulli         | Toyota              |                | 1 min 15 s 150 | 1 min 15 s 430 |
| 14  | Jacques Villeneuve   | BMW Sauber          |                | 1 min 15 s 329 | 1 min 16 s 281 |
| 15  | Nico Rosberg         | Williams-Cosworth   |                | 1 min 15 s 380 | 1 min 16 s 183 |
| 16  | Nick Heidfeld        | BMW Sauber          |                | 1 min 15 s 397 | 1 min 16 s 234 |
| 17  | Vitantonio Liuzzi    | Toro Rosso-Cosworth |                |                | 1 min 16 s 399 |
| 18  | Christijan Albers    | Midland-Toyota      |                |                | 1 min 17 s 093 |
| 19  | Takuma Satō          | Super Aguri-Honda   |                |                | 1 min 17 s 185 |
| 20  | Tiago Monteiro       | Midland-Toyota      |                |                | 1 min 17 s 836 |
| 21  | Sakon Yamamoto       | Super Aguri-Honda   |                |                | 1 min 20 s 444 |
| 22  | Scott Speed          | Toro Rosso-Cosworth |                |                | Pas de temps   |

## Course

### Classement de la course

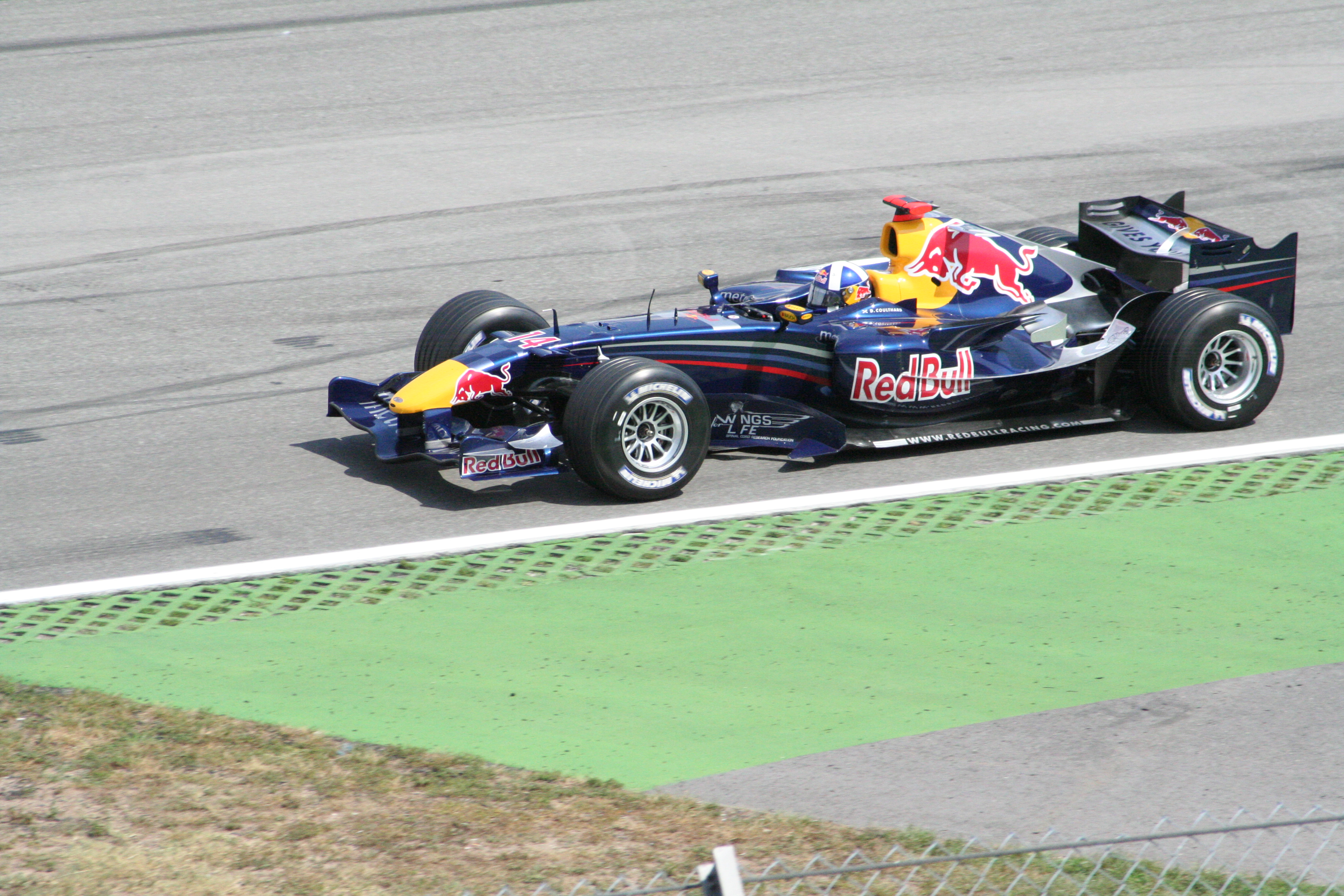
David Coulthard sur Red Bull à Hockenheim.

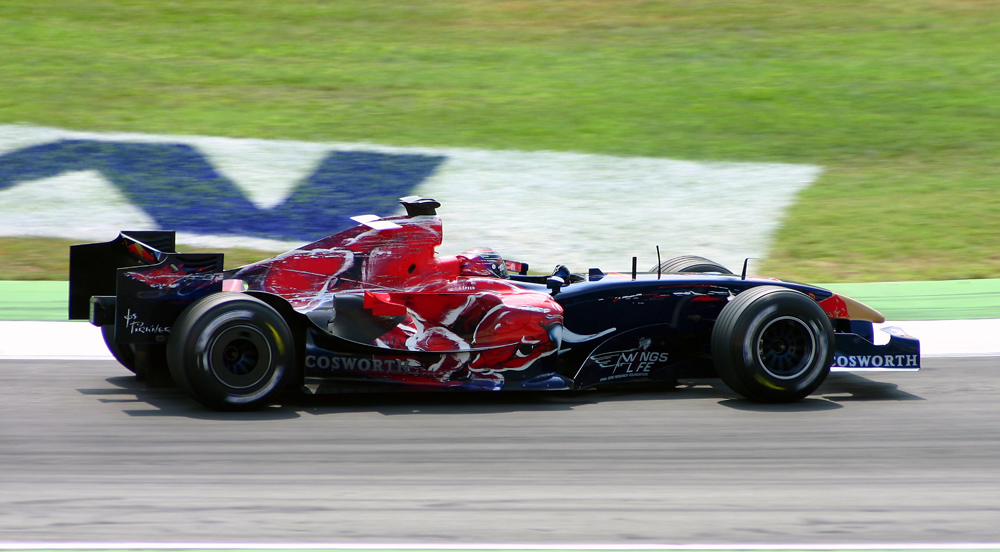
Scott Speed sur Toro Rosso à Hockenheim.

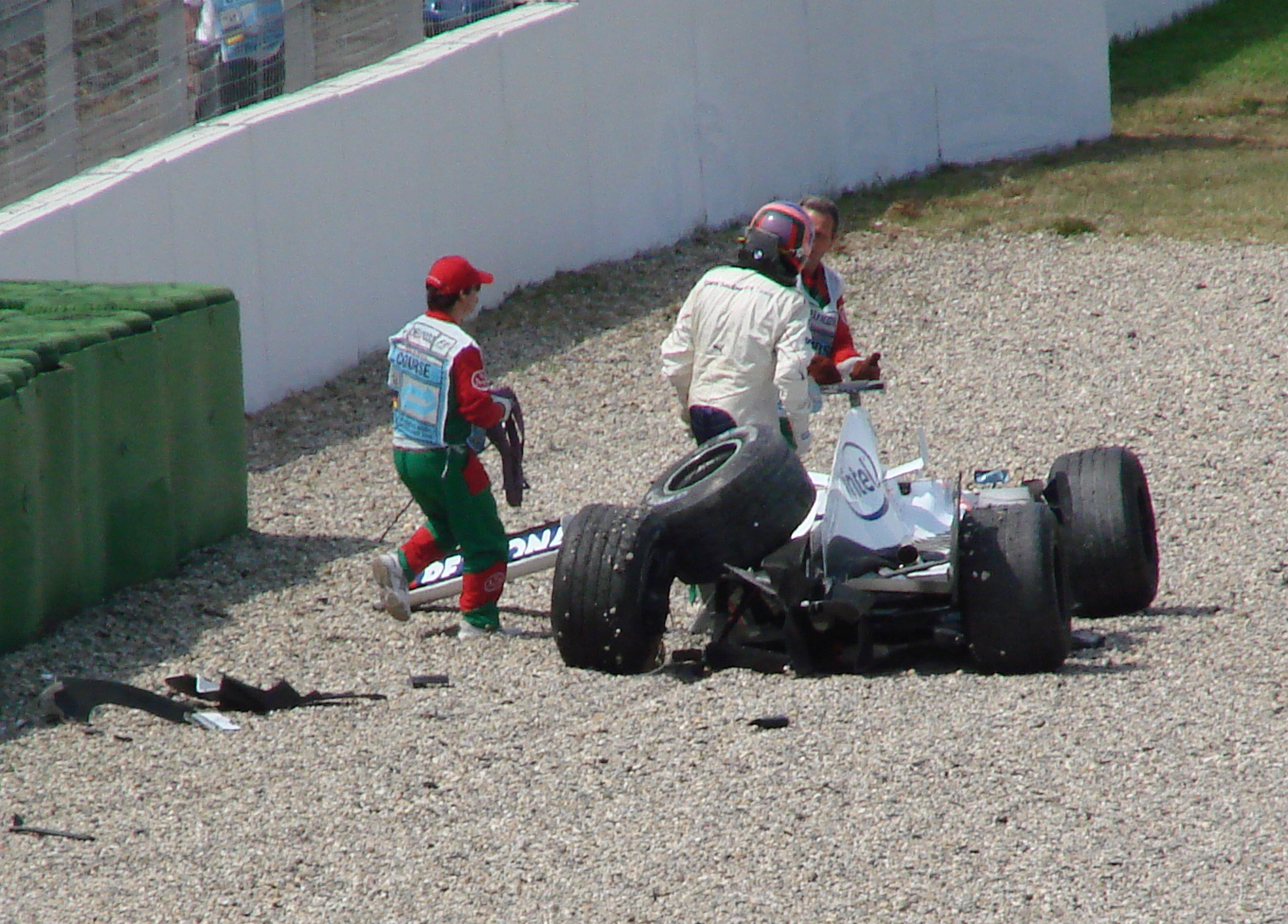
Jacques Villeneuve, accidenté au.

| Pos  | No | Pilote               | Écurie              | Tours | Temps/Abandon                      | Grille | Points |
| ---- | -- | -------------------- | ------------------- | ----- | ---------------------------------- | ------ | ------ |
| 1    | 5  | Michael Schumacher   | Ferrari             | 67    | 1 h 27 min 51 s 693 (209,278 km/h) | 2      | 10     |
| 2    | 6  | Felipe Massa         | Ferrari             | 67    | + 0 s 720                          | 3      | 8      |
| 3    | 3  | Kimi Räikkönen       | McLaren-Mercedes    | 67    | + 13 s 206                         | 1      | 6      |
| 4    | 12 | Jenson Button        | Honda               | 67    | + 18 s 898                         | 4      | 5      |
| 5    | 1  | Fernando Alonso      | Renault             | 67    | + 23 s 707                         | 7      | 4      |
| 6    | 2  | Giancarlo Fisichella | Renault             | 67    | + 24 s 814                         | 5      | 3      |
| 7    | 8  | Jarno Trulli         | Toyota              | 67    | + 26 s 544                         | 20     | 2      |
| 8    | 15 | Christian Klien      | Red Bull-Ferrari    | 67    | + 48 s 131                         | 12     | 1      |
| 9    | 7  | Ralf Schumacher      | Toyota              | 67    | + 1 min 00 s 351                   | 8      |        |
| 10   | 20 | Vitantonio Liuzzi    | Toro Rosso-Cosworth | 66    | + 1 tour                           | 16     |        |
| 11   | 14 | David Coulthard      | Red Bull-Ferrari    | 66    | + 1 tour                           | 10     |        |
| 12   | 21 | Scott Speed          | Toro Rosso-Cosworth | 66    | + 1 tour                           | 19     |        |
| Abd. | 9  | Mark Webber          | Williams-Cosworth   | 59    | Fuite d'eau                        | 11     |        |
| Abd. | 22 | Takuma Satō          | Super Aguri-Honda   | 38    | Boîte de vitesses                  | 17     |        |
| Abd. | 17 | Jacques Villeneuve   | BMW Sauber          | 30    | Accident                           | 13     |        |
| Abd. | 11 | Rubens Barrichello   | Honda               | 18    | Moteur                             | 6      |        |
| Abd. | 16 | Nick Heidfeld        | BMW Sauber          | 9     | Freins                             | 15     |        |
| Abd. | 4  | Pedro de la Rosa     | McLaren-Mercedes    | 2     | Pompe à essence                    | 9      |        |
| Abd. | 23 | Sakon Yamamoto       | Super Aguri-Honda   | 1     | Arbre de transmission              | 22     |        |
| Abd. | 10 | Nico Rosberg         | Williams-Cosworth   | 0     | Accident                           | 14     |        |
| Dsq. | 19 | Christijan Albers    | Midland-Toyota      | 66    | aileron non conforme               | 21     |        |
| Dsq. | 18 | Tiago Monteiro       | Midland-Toyota      | 66    | aileron non conforme               | 18     |        |

### Pole position et record du tour
- Pole position :  Kimi Räikkönen (McLaren-Mercedes) en 1 min 14 s 070 (vitesse moyenne : 222,309 km/h)[1].
- Meilleur tour en course :  Michael Schumacher (Ferrari) en 1 min 16 s 357 (vitesse moyenne : 215,650 km/h) au dix-septième tour[2].

### Tours en tête
- Kimi Räikkönen (McLaren-Mercedes) : 9 tours (1-9) ;
- Michael Schumacher (Ferrari) : 58 tours (10-67)[3].

## Classements généraux à l'issue de la course
| Pos. | Pilote               | Écurie              | Points |
| ---- | -------------------- | ------------------- | ------ |
| 1    | Fernando Alonso      | Renault             | 100    |
| 2    | Michael Schumacher   | Ferrari             | 89     |
| 3    | Felipe Massa         | Ferrari             | 50     |
| 4    | Giancarlo Fisichella | Renault             | 49     |
| 5    | Kimi Räikkönen       | McLaren-Mercedes    | 49     |
| 6    | Juan Pablo Montoya   | McLaren-Mercedes    | 26     |
| 7    | Jenson Button        | Honda               | 21     |
| 8    | Rubens Barichello    | Honda               | 16     |
| 9    | Ralf Schumacher      | Toyota              | 13     |
| 10   | Nick Heidfeld        | BMW Sauber F1 Team  | 13     |
| 11   | David Coulthard      | Red Bull-Ferrari    | 10     |
| 12   | Jarno Trulli         | Toyota              | 10     |
| 13   | Jacques Villeneuve   | BMW Sauber F1 Team  | 7      |
| 14   | Mark Webber          | Williams-Toyota     | 6      |
| 15   | Nico Rosberg         | Williams-Toyota     | 4      |
| 16   | Pedro de la Rosa     | McLaren-Mercedes    | 2      |
| 17   | Christian Klien      | Red Bull-Ferrari    | 2      |
| 18   | Vitantonio Liuzzi    | Toro Rosso-Cosworth | 1      |

| Pos. | Écurie              | Points |
| ---- | ------------------- | ------ |
| 1    | Renault             | 149    |
| 2    | Ferrari             | 139    |
| 3    | McLaren-Mercedes    | 77     |
| 4    | Honda               | 37     |
| 5    | Toyota              | 23     |
| 6    | BMW Sauber          | 20     |
| 7    | Red Bull-Ferrari    | 12     |
| 8    | Williams-Toyota     | 10     |
| 9    | Toro Rosso-Cosworth | 1      |

## Statistiques
- 89e victoire pour Michael Schumacher.
- 188e victoire pour Ferrari en tant que constructeur.
- 188e victoire pour Ferrari en tant que motoriste.
- 163e et dernier Grand Prix pour Jacques Villeneuve, limogé par son équipe BMW Sauber.
- 1er Grand Prix pour Sakon Yamamoto qui remplace Franck Montagny chez Super Aguri.
- Jarno Trulli et Christijan Albers reçoivent une pénalité de 10 places dans la grille de départ pour avoir changé de moteur.
- Sakon Yamamoto prend le départ depuis la pit-lane à la suite d'un changement de voiture après la qualification.
- Les 2 monoplaces Midland sont disqualifiées pour avoir utilisé un aileron arrière flexible interdit.